# Henning Harnisch
Henning Harnisch (nacido el 15 de abril de 1968 en Marburgo, Alemania)  es un exjugador de baloncesto alemán. Con 2.03 de estatura, jugaba en la posición de alero. 

## Equipos
- 1985-88 Gießen 46ers
- 1988-96 Bayer Leverkusen
- 1996-98 ALBA Berlín

## Palmarés
- Liga de Alemania: 9

Bayer Leverkusen: 1989-90, 1990-91, 1991-92, 1992-93, 1993-94, 1994-95, 1995-96
ALBA Berlín:1996-97, 1997-98
- Copa de Alemania: 5

Bayer Leverkusen: 1990, 1991, 1993, 1995
ALBA Berlín:1996-97